# Hrvatski autoklub
Hrvatski autoklub (skr. HAK), nacionalna je neprofitna i nestranačka udruga iz Republike Hrvatske u koju su udruženi autoklubovi, građani, vozači i vlasnici vozila na motorni pogon.
Zasnovan je na tradicijama Prvoga hrvatskog automobilnog kluba utemeljena 1. lipnja 1906. godine (uzima se kao nadnevak osnivanja HAK-a), Prvog hrvatskog moto-kluba utemeljena 1921., Automobilističko-motociklističkog saveza Hrvatske osnovana 1946. i Auto-moto saveza Hrvatske (AMSH) osnovana 1948., čija djelovanja nastavlja danas.
Udruga ima više od 227 000 aktivnih članova i korisnika članskih pogodnosti. Položaj i ovlasti Hrvatskoga autokluba uređeni su Zakonom o Hrvatskom autoklubu te Zakonom o sigurnosti prometa na cestama. Djelatnosti kluba su tehnička pomoć vozačima na cesti, pomoći u touringu, informiranje javnosti o stanju i prohodnosti cesta, sigurnost i prevencija u prometu, izdavačka djelatnost i zaštita okoliša. HAK je ovlašten izdavati međunarodne vozačke dozvole i dozvole za upravljanje tuđim vozilom u inozemstvu. Organizira i sprovodi vozačke ispite za sve kategorije i vrste vozila, obavlja stručni nadzor nad subjektima koji obavljaju osposobljavanje kandidata za vozače i nad radom stanica za tehnički pregled vozila te organizira i sprovodi homologaciju vozila. U radnome odnosu u HAK-u je više od 250 zaposlenika. HAK je član FIA-e, Međunarodnoga automobilističkog saveza.
HAK je jedan od partnera Europske kampanje za siguran dizajn cesta. Članom je EuroRAPa.
Klub izdaje dvomjesečnu HAK reviju u nakladi od 142 000 primjeraka.